# Теодорович Микола Іванович
Мико́ла Іва́нович Теодоро́вич (1856, Гродно — 10 жовтня 1917, Саратов) — педагог, церковний та громадський діяч, історик-краєзнавець Волині кінця XIX століття (зокрема церковної Волині); з священичого роду Волині. Належав до волинських краєзнавців II половини XIX ст., які гуртувалися в м. Кременці навколо Волинської духовної семінарії, Волинського історико-статистичного комітету, газети «Волинські єпархіальні відомості».
За кількістю цитат і посилань на п'ятитомник Теодоровича (як і «запозичень» без посилань на джерело) на першому місці у волинезнавчій літературі.

## Біографія
Народився 1856 року в сім'ї священика губернського міста Гродно. Мав четверо братів (Павло, Євстахій, Василь і Петро), які теж вибрали шлях священного служіння. У 1879-му закінчив Литовську духовну семінарію у Вільно, де готували духовенство для православних єпархій північно-західного регіону Російської імперії. Вищу церковну освіту здобув у Санкт-Петербурзькій духовній академії. 4 серпня 1883 року призначений викладачем Священного Письма у званні кандидата з правом на магістра у Волинську духовну семінарію, що була відкрита з 1835 року в м. Кременці. 1 квітня 1899 року призначений інспектором народних училищ Каліської навчальної дирекції з резиденцією в м. Турек, а згодом, 1 листопада цього ж року, переведений на таку ж посаду в м. Біла (Польща) в Седлецьку дирекцію.
В 1899 році Теодорович брав участь в роботі ХІ археологічного з'їзду у Києві.
З 1899 року розпочинається 15 -річний період його педагогічної та наукової діяльності у Царстві Польському, який ще майже не досліджений. Зі спогадів сучасників відомо, що Микола Теодорович спочатку працював інспектором народних училищ Каліської та Седлецької навчальних дирекцій на Підляшші та одночасно викладав у духовній семінарії. В 1906 році він згадується вже як начальник Радомської навчальної дирекції, а через кілька років він стає інспектором Маріїнського Жіночого Інституту у Варшаві. Звідти надходять останні його наукові матеріали по історії Волині.
М. Теодорович був почесним членом «попечительства о нуждающихся воспитанниках Волынской духовной семинарии». Грошові надходження від продажу томів його історико-статистичного опису довгі роки залишалися одним з головних джерел прибутків цієї установи.

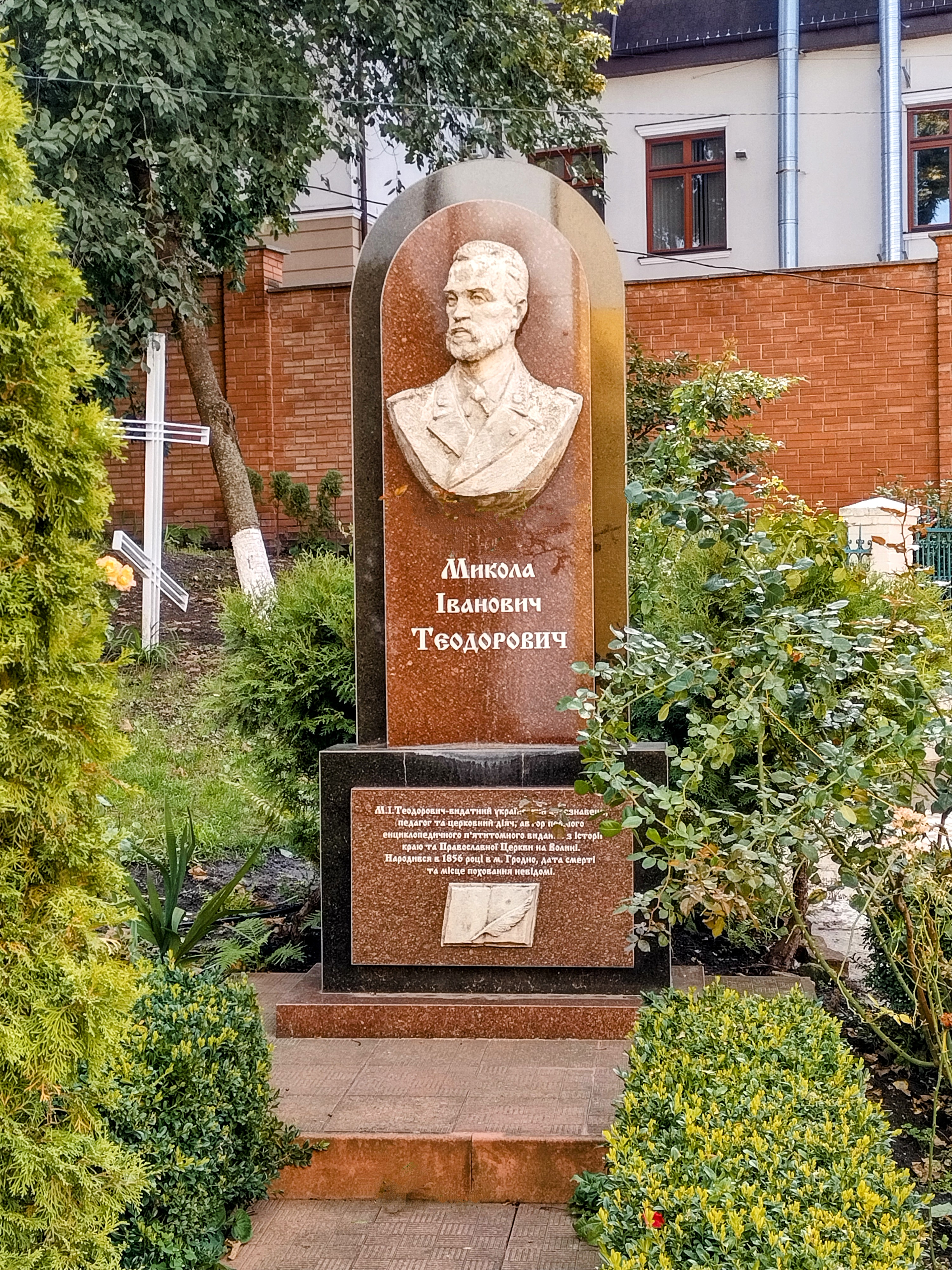
Пам'ятник Миколі Теодоровичу на подвір'ї Собору Покрови Пресвятої Богородиці в Луцьку

З початком Першої світової війни, як свідчать окремі сучасники, М. Теодорович разом з Інститутом був евакуйований у м. Саратов, куди були вивезені ряд державних установ та навчальних закладів. Ймовірно це сталося 1915 року, коли через німецький наступ, з Варшави були остаточно евакуйовані всі російські установи. Подальший його життєвий шлях невідомий. Як стверджує одна з версій, він помер у Саратові 10 жовтня 1917 року.

## Вшанування пам'яті
15 травня 2010 року в Луцьку поблизу Свято-Покровського храму відбулося урочисте відкриття пам'ятника Миколі Теодоровичу.

## Наукова діяльність
У квітні 1886 р. керівництво Волинської духовної семінарії запропонувало М. Теодоровичу зайнятись складанням «Пам'ятної книги» парафій єпархії. Знайомлячись із статистичними відомостями благочинних, архівом Консисторії, аналізуючи волинезнавчі сторінки в працях В. Татіщева, М. Карамзіна, М. Максимовича, зібрання документів «Архива Юго-Западной России» тощо, Теодорович почав створювати «Історико-статистичний опис Волинської єпархії». До коротких клірових описів він додавав історичні тексти, документи, свідчення священиків, інші записи. Так, спочатку у «Волинських єпархіальних відомостях», а потім і окремими книгами з'явились описи 1477 приходів і церков 10 волинських повітів. Автор присвятив видання «ревнителям православия русской народности на Волыни» і здійснив його на користь «Попечительства о воспитанниках Волынской духовной Семинарии». В епіграф до праці винесено слова із Іпатіївського літопису: «Молю вы, братие, аще что писахь, или недописахь или переписахь, исправляйте Бога для, а не кляните». Праця нараховувала п'ять томів, які виходили впродовж 1888—1903 рр.
Перший том починається рядом узагальнюючих нарисів з історії Волині, її адміністративно-територіального поділу, меж, населення, ґрунтів, рельєфу, інших геолого-природничих характеристик. Кожному повіту відведено розділ, який включає розширений опис про повітове місто і старовинні містечка та описи церков і сіл по благочинних округах. В текстах або примітках поміщено довідково-краєзнавчу інформацію та тексти документів латинською, польською мовами, або в авторському перекладі. Серед них: родоводи князів Радзивілів, Любомирських, Чарторийських, Острозьких, Сангушків, Велицьких, Ружицьких, окремі унікальні документи, такі як: Інвентар Воєгощенської церкви, Люстрація м. Ковеля 1663 р., весільні і хрестинні пісні жителів с. Щедрогоща та інші.
IV і V томи праці Теодоровича, найбагатші в джерельному плані, підготовлені із залученням церковнопарафіяльних літописів, зібраних Волинським церковно-археологічним товариством і його єпархіальним давньосховищем під керівництвом О. Фотинського, як результат праці сотень волинських священиків.
Волинезнавчі публікації М. Теодоровича продовжувалися і після його від'їзду в Царство Польське у 1899 році. У «Волынских епархиальных ведомостях» за 1898—1903 рр. Було опубліковано історико-статистичний опис церков і парафій Ковельського повіту. Його окреме видання вийшло 1903 року в Почаєві.
У «Волынских епархиальных ведомостях» було опубліковано в 1903 р. 15, в 1904 — 3, в 1905 р. — 1 архівні підбірки документів з історії Почаївської Лаври, які продовжили серію археографічних публікацій з історії цієї святині, здійснювані дослідником в 1895—1898 рр. Всі вони були зібрані і видані окремою книгою під назвою «Дарственная запись Анны Гойськой на устройство Почаевского монастыря от ноября 1597 г.», що вийшла в Почаєві у 1908 році.
У 1904 році М. Теодорович здійснив друге, повністю перероблене видання своєї історії міста Кременця Волинської губернії, а в 1912 р. надіслав у «Волынские епархиальные ведомости» невелике повідомлення «О хиротонии на Волыни епископа Василия». Краєзнавець-педагог і надалі підтримував зв'язки з волинськими духовними школами, де працював у 1883—1899 рр. (Волинською духовною семінарією і Волинським (Кременецьким) єпархіальним жіночим училищем. В 1908 році, будучи начальником Радомської навчальної дирекції народних училищ, Теодорович надіслав привітання єпархіальному жіночому училищу з нагоди 25-річчя його заснування єпископом Острозьким Віталієм (Гречулевичем)

## Праці
- Историко-статистическое описание церквей и приходов Волынской епархии. — Почаев, 1888 — 1903, том 1-5
- Учение тридентского собора о первородном грехе и оправдании в связи с православным и протестантским учением о том же предмете. — Почаев, 1886
- Празднование 900-летнего юбилея Волынской епархии (10,11,12 мая 1892 года). — 1893
- Город Владимир Волынской губернии. Исторический очерк. — 1893
- Город Кременец Волынской губернии: исторический очерк. — Почаев, 1890. — 70 с.
- Волынская духовная семинария. История первоначального устройства ее и подведомств. ей духовных училищ. Списки воспитанников, окончивших в ней курс учения, а также начальников и наставников ее в период времени с 1796 по 1900 годы. — Почаев, 1901, 1023 с.
- История города Кременца, Волынской губернии. — изд. 2-е, совершенно переработанное. — Седлец, 1904. — 141 с.
- О хиротонии на Волыни епископа Василия //Волынские епархиальные ведомости. — 1912. — № 46. — 907 с.